# 蘇珊·梅耶
蘇珊·梅耶（Susan Mayer；娘家姓Bremmer）是ABC電視劇系列《欲乱绝情妻》的女主角之一，由泰瑞·海契飾演。蘇珊是一名失婚的單親母親，擁有傻大姐的性格，職業為童書插圖畫家。雖然他嫁了給，可是並沒有冠夫姓，仍舊使用舊姓－梅耶。

## 第一季前
蘇珊於1964年出年，她童年時，母親蘇菲告訴她她的父親死於戰爭。雖然蘇菲不斷周旋於不同的男人當中，但仍然無損母女倆的感情。蘇珊於中學時是啦啦隊隊長，亦是高中畢業典禮時致告別辭的學生代表。後來，她嫁了給，二人育有一女－。因為卡爾的不忠而令十四年的婚姻瀕臨破碎，最後卡爾與蘇珊離婚，並和他的秘書一起。幸好，蘇珊有一個聰慧的女兒－茱麗來陪伴她渡過難關，並幫她收拾了不少爛攤子。

## 第一季
蘇珊看到水電工鄰居是她於離婚後重生的一個機會，於是好抓緊機會，和他交往。雖然二人曾經分開，然而他們還是再見亦是朋友。當她和分開後，她獨力養育女兒茱麗。當她看見麥克時兩人已互有好感。看上去很笨拙的蘇珊有一次她在洗澡時前夫找她，她前夫在開車走時，車卡住了蘇珊的毛巾，毛巾被車拖走，當時她被反鎖在屋外且濕身全裸。她找方法遮掩自己的身體，並找門進回家，但是笨拙的蘇珊全身跌到在草叢上，結果給麥克發現她跌到在草叢上。蘇珊亦曾經意外地把的屋燒了，她亦是蘇珊的長期競爭對手。蘇珊是那種關心朋友的人，所以她是眾主婦中最盡力去找尋的秘密。她尤其對存有最大疑心。她不喜歡，擔心他會對自己的女兒會做出甚麼事來。蘇珊愛和鄰居們閒聊且她僱用了私家偵探去調查楊格一家和麥克的秘密。

## 第二季
蘇珊和伊蒂的長期競爭步進了白熱化，麥克在發現她利用金錢趕走他的親生兒子後和她提出分手。蘇珊在發現自己是母親和動物飼料商店老闆一夜情生下來的，她後來也和生父相認，使他生父心臟病發作，而她的後母亦因這個事實受到沉重的打擊。卡爾為了重新追求蘇珊而不斷破壞好和伊蒂的關係，後來他更和伊蒂約會。當伊蒂知道蘇珊和卡爾睡了二次後，把她的屋子給燒了，蘇珊只好寄住在的家裡。最後，蘇珊決定離開卡爾並和麥克在一起。後來，當麥克準備向蘇珊求婚時，被駕車撞至昏迷送院。

## 第三季
麥克已經昏迷了六個月，但蘇珊仍然和麥克仍在一起，雖然別人說麥克不會醒來，蘇珊仍覺得麥克會醒來。在醫院，蘇珊認識一名叫的男人。她開始和伊恩約會，而且在一個週末兩人一同出外旅行。蘇珊和伊恩發生了性關係，同時麥克從昏迷中醒來。麥克醒來後變得討厭蘇珊，因為伊蒂暗中說了謊話以給她自己機會和麥克發展。之後蘇珊再投伊恩的懷抱。雖然蘇珊心裡還是愛著麥克，但伊恩提出了一個條件，他要蘇珊以後不要再見麥克，如果蘇珊做到的話，伊恩就會幫麥克脫離牢獄。她現在為女兒茱麗和奧斯汀的關係而煩惱，而之後蘇珊看見奧斯汀和茱麗的朋友同床。於是蘇珊告訴茱麗這件事，茱麗擁著母親的肩膀哭泣。之後，麥克擺脫嫌疑，但伊恩發現在麥克昏迷之前居然有打算向蘇珊求婚，因而當天搶先一步在眾人面前向蘇珊求婚。之後麥克發現，覺得伊恩是一個很陰險的人，但是不忍破壞蘇珊的快樂，因此而默默的忍受。最後，伊恩退出了這一段三角苦戀，蘇珊於季末和麥克共諧連理。

## 引言
- "I'm mad because I like you so much without really knowing anything about you."
- "This dress is riding up as it is. If I walk any faster, it's going to be happy Valentine's Day for everyone."
- "Edie'll get there at five forty-five, which means her breasts will arrive at five-thirty, so I should shoot for five."
- To Edie: "Now, she's lying, scheming and having casual sex — she's just one boobjob away from being you!"

## 坐駕
- 1985年出廠的Volvo 200系列的Wagon(1x01)。
- 2004年出廠的Volvo XC70(1x02-3x18)。
- 2008年出廠的Volvo XC70(3x19至今)。

## 小事記
- 蘇珊這角色原名為「Susan Meyer」
- 和海瑟·洛克萊兩人拒演過蘇珊這角色，寇特妮·考克絲因為懷孕而拒演（她是這角色的第一選擇），而海瑟·洛克萊因為要出演電視劇LAX。、克莉絲塔·芙哈特（英语：Calista Flockhart）和玛丽-露易斯·帕克在泰瑞·海契取得這角色前也被考慮過。